# Naum (profeta)
Naum o Nahum (Giudea, ... – ...; fl. VII secolo a.C.) è stato un profeta ebreo antico.
È uno dei dodici profeti minori ed il suo nome significava «consolato da Jahvé». Biograficamente si sa solo che presumibilmente proveniva dal villaggio di Elqōsh, in quanto viene definito "elqoshita" proprio nell'omonimo libro.

La cittadina ove nacque è oggi sconosciuta. Sappiamo che fu testimone della caduta di Ninive, la città assira che si affacciava sul fiume Tigri e che, secondo la Bibbia, nel 612 a.C. venne distrutta. Naum era contemporaneo del re Giosia, sovrano di Giuda dal 640 a.C. al 609 a.C. e la sua predicazione ebbe quasi certamente luogo fra il 662 ed il 612 a.C.
La Chiesa cattolica lo venera come santo celebrandolo il 1º dicembre.